# Tamantit
Tamantit (arab. ﺗﺎﻣﻨﻄﻴﺖ) – miasto w Algierii, w prowincji Adrar.